# Vicente Cantatore
Vicente Cantatore Socci (* 6. Oktober 1935 in Rosario, Sante Fe; † Januar 2021 in Valladolid) war ein argentinischer Fußballspieler und -trainer. Als Spieler agierte Cantatore wenig erfolgreich unter anderem im Trikot von CA San Lorenzo de Almagro, CA Tigre und beim chilenischen Klub CD Santiago Wanderers.
Nach dem Ende seiner aktiven Laufbahn als Fußballspieler wurde Cantatore Trainer und führte CD Cobreloa zweimal hintereinander ins Endspiel um die Copa Libertadores, beide Finals gingen jedoch verloren. Neben einem kurzen Engagement bei der chilenischen Fußballnationalmannschaft coachte er auch lange Zeit in Spanien, beispielsweise beim FC Sevilla, Real Valladolid und Sporting Gijón.

## Spielerkarriere
Vicente Cantatore, geboren am 6. Oktober 1935 im argentinischen Rosario (Santa Fe) in der Provinz Santa Fe, begann mit dem Fußballspielen in Córdoba bei CA Talleres, wo er bis ins Jahr 1955 unter Vertrag stand.
Danach spielte Cantatore, der auf der Position eines Mittelfeldspielers zu finden war, drei Jahre lang für CA San Lorenzo de Almagro, kam aber nur sehr vereinzelt zum Einsatz. Auch sein folgendes Engagement bei CA Tigre hatte nicht viele Einsatzmöglichkeiten für Cantatore übrig, er verweilte dort aber auch nur weniger als ein Jahr.
Nach dem Ende seiner Zeit bei Tigre verließ Cantatore Argentinien und ging nach Chile, wo er den Rest seiner Spielerkarriere und später auch einen erheblichen Teil seiner Trainerkarriere verbringen sollte. In Chile spielte Vicente Cantatore für insgesamt drei Vereine; diese waren nacheinander die Rangers de Talca, Santiago Wanderers und Deportes Concepción, große Erfolge waren ihm hierbei allerdings nicht vergönnt. Bei letzterem Vereine endete Vicente Cantatores Spielerkarriere dann auch, er schlug danach seine durchaus erfolgreiche Trainerlaufbahn ein.

## Trainerkarriere

### Große Erfolge mit CD Cobreloa
Vicente Cantatore begann seine Laufbahn als Fußballtrainer beim chilenischen Verein Lota Schwager, wo er bis ins Jahr 1978 unter Vertrag stand. Lota Schwager, heutzutage längst in die Niederungen des unterklassigen chilenischen Fußballs verschwunden, spielte zur damaligen Zeit beständig in der Primera División. 1979 trainierte Cantatore Audax Italiano.
1980 wurde Cantatore von CD Cobreloa als Nachfolger von Andrés Prieto verpflichtet. Cobreloa, ein Klub aus der Stadt Calama im Norden Chiles, wurde erst drei Jahre zuvor gegründet und erlebte seitdem einen steilen Aufstieg. Unter dem neuen Trainer Vicente Cantatore schaffte es Cobreloa, im Jahre 1980 die erste Meisterschaft der Klubgeschichte zu holen, nachdem in der Primera División der erste Rang mit drei Punkten Vorsprung auf CF Universidad de Chile belegt wurde.
Damit war Cobreloa ebenfalls erstmals in der Vereinsgeschichte für die Copa Libertadores, den wichtigsten Fußballwettbewerb für Vereinsmannschaften in Südamerika, startberechtigt. In der Copa Libertadores 1981 belegte man zunächst in der ersten Gruppenphase in der Gruppe fünf den ersten Rang vor Universidad de Chile sowie den beiden peruanischen Vertretern Sporting Cristal und Atlético Torino. Auch die zweite Gruppenphase konnte zum allgemeinen Erstaunen der Fachwelt erfolgreich gestaltet werden, als sich der Underdog aus Calama vor den beiden uruguayischen Teams von Nacional Montevideo und CA Peñarol für das Endspiel qualifizieren konnte. Dort wartete mit Flamengo Rio de Janeiro ein Gegner, den Cobreloa dann schließlich nicht bezwingen konnte. Nachdem Flamengo und Cobreloa in Hin- und Rückspiel je einmal gewonnen hatten, musste ein Entscheidungsspiel über den Sieger der Copa Libertadores 1981 entscheiden. In Montevideo setzte sich Flamengo um Spieler wie Zico, Tita oder Júnior dann mit 2:0 durch und gewann den Libertadores-Cup schließlich.

„Wir sind chilenischer Meister und sie müssen uns respektieren!“

Im Ligabetrieb wurde CD Cobreloa im Jahre 1981 Zweiter hinter CSD Colo-Colo, was erneut zur Teilnahme an der Copa Libertadores berechtigte. Und auch diesmal zeigte sich Cantatores Mannschaft sehr erfolgreich. In der ersten Gruppenphase ließ das Team um Spieler wie Óscar Wirth, Enzo Escobar oder Mario Soto Colo-Colo und die beiden ecuadorianischen Teams von LDU Quito und Barcelona SC Guayaquil hinter sich, in der zweiten Gruppenphase setzte man sich vor Club Olimpia aus Paraguay und Deportes Tolima aus Kolumbien durch und sicherte sich eine erneute Finalteilnahme. Diesmal hieß der Gegner Peñarol Montevideo aus Uruguay. Nachdem das Hinspiel im legendären Estadio Centenario von Montevideo mit einem torlosen Remis geendet hatte, konnte sich Cobreloa durchaus berechtigte Hoffnungen auf den erstmaligen Triumph in der Copa Libertadores machen. Auch im Rückspiel in Santiago de Chile stand es lange Zeit 0:0, doch Fernando Morena erzielte in der 89. Spielminute das 1:0 für Peñarol und sicherte seinem Verein somit den Sieg in der Copa Libertadores 1982. CD Cobreloa hatte es somit zum zweiten Mal in Serie im letzten Moment verpasst, den wichtigsten kontinentalen Titel des südamerikanischen Fußballs zu gewinnen. Bis heute schaffte der Verein nicht wieder das Vordringen ins Endspiel dieses Wettbewerbes.
Vicente Cantatore blieb bis ins Jahr 1984 Trainer von CD Cobreloa und konnte in dieser Zeit noch einen weiteren Meistertitel feiern. In der Primera División 1982 belegte man nach dem Ende aller Spieltage den ersten Tabellenplatz mit vier Zählern Vorsprung auf Colo-Colo. Die dadurch ermöglichte Teilnahme an der Copa Libertadores 1983 endete dann jedoch bereits nach der ersten Gruppenphase als Zweiter der Gruppe eins hinter Estudiantes de La Plata und vor Colo-Colo sowie Ferro Carril Oeste.
Im Jahr 1984 trat Vicente Cantatore bei Cobreloa zurück und übernahm in Nachfolge von Isaac Carrasco den Posten des chilenischen Nationaltrainers. Große Erfolge waren ihm hierbei jedoch nicht vergönnt und er verlor seinen Posten schon nach wenigen Monaten wieder.

### Erste Engagements in Europa
Nach Ende seiner Tätigkeit als chilenischer Nationaltrainer verließ Vicente Cantatore den südamerikanischen Fußball zunächst und ging nach Europa, wo er in der spanischen Primera División eine Anstellung bei Real Valladolid fand. Mit dem Verein aus Kastilien-León belegte er in der Primera División 1985/86 den zehnten Tabellenplatz, wurde aber nach Ende der Saison durch Xabier Azkargorta ersetzt. Cantatore war in der Folge ein Jahr lang ohne Arbeitsplatz, ehe er 1987 zu Real Valladolid zurückkehrte und danach zwei Jahre für den Verein arbeitete. Im Ligabetrieb wurde Cantatores Mannschaft dabei 1987/88 Achter, ein Jahr darauf rangierte man nach Ende aller Spieltage sogar auf einem überraschenden sechsten Tabellenplatz. Ebenfalls 1988/89 schaffte es Real Valladolid, nach Erfolgen über Real Saragossa, Athletic Bilbao, den FC Cádiz sowie Deportivo La Coruña, ins Endspiel des spanischen Pokalwettbewerbes, der Copa del Rey, vorzudringen, wo man auf Real Madrid traf. Obwohl sich Real Valladolid, wo zur damaligen Zeit Spieler wie etwa der junge Fernando Hierro oder Branko Miljuš spielten, durchaus gut verkaufte, war man dem Starensemble aus Madrid mit 0:1 Toren unterlegen, wobei Rafael Gordillo das entscheidende Tor bereits nach fünf gespielten Minuten erzielte.
Vicente Cantatore verkündete nach Ende der Saison 1988/89 seinen Rücktritt als Trainer von Real Valladolid und wurde zur neuen Saison Übungsleiter beim FC Sevilla. Im ersten Jahr in Sevilla gelang die Qualifikation für den UEFA-Pokal 1990/91, wo jedoch bereits in der zweiten Runde das Aus gegen Torpedo Moskau aus der Sowjetunion kam. Im Ligabetrieb wurde der FC Sevilla 1990/91 Achter. Nach Ende der Saison trennten sich die Wege von Vicente Cantatore und seinem Arbeitgeber, der Coach ging daraufhin erst einmal zurück in seine chilenischen Wahlheimat.

### Rückkehr nach Südamerika
1991 übernahm Vicente Cantatore den vakanten Trainerposten bei CD Universidad Católica in Santiago de Chile. Mit Universidad Católica gewann er im Jahre 1991 die Copa Chile, den Pokalwettbewerb des chilenischen Fußballs, nachdem im Endspiel Cantarores alter Verein CD Cobreloa mit 1:0 besiegt wurde.
Die Amtszeit von Vicente Cantatore bei Universidad Católica endete 1992. Ein Jahr später war er für kurze Zeit als Verantwortlicher an der Seitenlinie beim argentinischen Erstligisten Rosario Central aktiv. Diese vorzeitig und ohne großen Erfolg beendete Arbeit war im Übrigen die einzige in der Trainerkarriere von Vicente Cantatore in seiner argentinischen Heimat. Danach kehrte er wieder nach Chile und betreute Colo-Colo Santiago im Jahre 1994 für kurze Zeit, ehe ihn ein Angebot des spanischen Vereins CD Teneriffa erneut in den europäischen Fußball brachte.

### Noch einmal Arbeit in Spanien
In Teneriffa wurde Vicente Cantatore Nachfolger seines Landsmannes Jorge Valdano, der zu Real Madrid gewechselt war, und arbeitete in der Folge ein Jahr lang für CD Teneriffa. In der Primera División 1994/95 landete man nach Abschluss aller Spieltage allerdings nur auf dem fünfzehn Tabellenplatz und entging den Abstiegsrängen nur knapp, woraufhin Cantatore am Ende der Saison seinen Hut nehmen musste und durch den Deutschen Jupp Heynckes ersetzt wurde, der Teneriffa wenige später bis ins Halbfinale des UEFA-Pokals führen sollte.
Im Sommer 1996 übernahm Vicente Cantatore ein drittes Mal das Amt des Cheftrainers bei Real Valladolid und erreichte mit dem Verein in der Primera División 1996/97 einen durchaus achtbaren siebten Tabellenplatz, der zur Teilnahme am UEFA-Pokal in der darauffolgenden Spielzeit berechtigte. Doch das erlebte Vicente Cantatore nicht mehr als Coach von Real Valladolid, er verließ den Verein nach Ende der Saison 1996/97.
Es folgte nun ein kurzes, erfolgloses Intermezzo beim portugiesischen Erstligisten Sporting Lissabon, wo Cantatore schon nach wenigen Monaten entlassen wurde, seine Nachfolge trat Carlos Manuel an. 1998 arbeitete Cantatore ebenso kurz wieder in Spanien bei Betis Sevilla, doch auch hier brachte eine frühe Entlassung das Ende der Amtszeit noch im ersten Jahr. Nach einem Jahr Pause hatte der Argentinier seine letzte Trainerstation von 2000 bis 2001 bei Sporting Gijón in der Segunda División.

## Erfolge
- Chilenische Meister: 2×
1980 und 1982 mit CD Cobreloa
- Chilenischer Pokalsieger:
1991 mit Universidad Católica
- Finalteilnehmer der Copa Libertadores: 2×
1981 und 1982 mit CD Cobreloa
- Finalteilnehmer der Copa del Rey: 1×
1988/89 mit Real Valladolid
- Spanischer Trainer des Jahres: 1×
1996/97 als Trainer von Real Valladolid